# Relations entre la France et la Thaïlande
Les relations entre la France et la Thaïlande désignent les relations diplomatiques bilatérales s'exerçant entre, d'une part, la République française, État principalement européen, et le royaume de Thaïlande, monarchie d'Asie du Sud-Est.

## Histoire

### Premiers contacts
Sous le règne de Louis XIV, la France entreprit de convertir le royaume du Siam au christianisme et d'établir un protectorat, qui fut renversé lors d'une révolte en 1688.

### Rivalité régionale et amélioration des relations (XIXe–XXesiècle)
Le 15 août 1856, la France et le Siam signent un traité d'amitié et de commerce.
Progressivement, au XIXe siècle, le Siam recule face à deux puissances européennes : le Royaume-Uni et la France. Ces deux puissances grignotent le pays, à la fois territorialement sur ses marges, et dans sa souveraineté. Le traité franco-siamois du 15 juillet 1867 fixe les frontières entre le Cambodge  sous protectorat français et le Siam qui récupère l'ouest cambodgien (province de Battambang et Siem Reap).
La France, en 1873 et 1883, intervient deux fois pour mettre fin à la piraterie des Pavillons noirs dans le Tonkin, théoriquement sous protectorat siamois. En réaction, le Siam occupe Luang Prabang en 1883, mais ne peut empêcher l’installation d’un vice-consulat français dans cette ville en 1886 (Auguste Pavie), ni l’annexion en 1888 de 72 cantons par la France.
Après avoir colonisé l'Indochine, la France entra dans une rivalité territoriale avec le Siam, qui ne prit fin qu'après la Seconde Guerre mondiale. À deux reprises, en 1893 et en 1940, la France et le Siam étaient en guerre.

#### Mission Joffre
Lors de la mission Joffre en Extrême-Orient, 20 au 28 décembre 1921, le maréchal Joffre et sa délégation fait une escale à Bangkok.
Le roi Rama VI accueille le maréchal Joffre et sa délégation pour une fastueuse soirée gala en de resserrer les liens entre le royaume de Siam et la France.
À la fin du dîner, le Roi prend la parole :

« Nous sommes heureux, dit-il, de constater que nos relations internationales et surtout celles avec la France sont devenues de plus en plus amicales et cordiales : il est du reste tout naturel que ces relations d’amitié existent avec la France, puisque le premier ambassadeur que le Siam ait envoyé à l’étranger fut accrédité auprès du Gouvernement français. Plus tard les arts et les sciences de la France ont contribué à augmenter et à développer la prospérité du Siam ; à une époque plus récente, la France est devenue notre voisine, ce qui a été une occasion de resserrer les relations d’amitié entre les deux pays. Enfin, lors des événements mémorables qui se sont passés il y a quelques années, lorsque la grande guerre a bouleversé le monde, le Siam s’est rendu clairement compte des immenses difficultés que la France avait à combattre et de l’implacable ambition de ses ennemis. Je ne veux pas m’étendre sur ce point, puisque la guerre est terminée, mais je ne puis m’empêcher de dire : Je suis heureux qu’il ait été permis au Siam de contribuer au triomphe définitif du droit et de la justice. »

Pendant plusieurs jours, le maréchal Joffre se rend à plusieurs cérémonies diners et banquets organisés à son honneur. Il visite également le camp d’aviation de Don Muong, où tous les avions sont d'origines français.

## Période contemporaine

### Dimension économique
Les liens économiques sont intenses, la Thaïlande étant un marché important pour la France et une destination touristique privilégiée.

### Liens culturels
La Thaïlande est membre de l'Organisation internationale de la francophonie et elle accueille, avec Singapour, la plus importante communauté de Français en Asie du Sud-Est (au nombre de 30 000 en 2016).

### Coopération scientifique
La Thaïlande est le deuxième partenaire scientifique de la France au sein de l'ASEAN, en particulier dans le domaine spatial.

### Vente d'armes
La France est l'un des fournisseurs de l'Armée royale thaïlandaise, avec des obusiers GIAT et des camions CAESAR.